# Nightfall in Middle-Earth
A Nightfall in Middle-Earth a Blind Guardian német power metal együttes hatodik albuma.
Az album dalai közül nem mindegyik teljes dal, van, amelyik csupán olyan elbeszélés, ami előre viszi a történetet. Minden rész elmond a történetből egy darabot és hozzájárul ahhoz, hogy a hallgató megértse a történetet. A cselekmény kizárólag J. R. R. Tolkien A szilmarilok című művén, az elveszett mesék könyvén alapul és Középfölde első korszakáról szól. A szövegek a szilmarilok lopásától a második korszak hajnaláig terjednek.
A zene a Blind Guardian előző munkáival, például a Somewhere Far Beyonddal összehasonlítva sokkal dallamosabb ezen az albumon, a dalok folyékonyak anélkül, hogy elveszítették volna a megszokott sebességüket vagy a hagyományos gitárszólókat. Erre az albumra mind a kritikusok, mind a rajongók úgy tekintenek, mint az együttes remekművére.
A Nightfall in Middle-Earth volt az első olyan Blind Guardian-album, amit kiadtak az Amerikai Egyesült Államokban is. Az eladási mutatók arra ösztönözték a Century Mediát, hogy az ezt megelőző albumokat is adják ki az Egyesült Államokban (az olyan felvételeket is mint a Follow the Blind és a Battalions of Fear).
2007. június 15-én jelent meg az album újrakevert kiadása, bónuszdalokkal.

## Számok listája
1. War of Wrath – 1:50
2. Into the Storm – 4:24
3. Lammoth – 0:28
4. Nightfall – 5:34
5. The Minstrel – 0:32
6. The Curse of Fëanor – 5:41
7. Captured – 0:26
8. Blood Tears – 5:23
9. Mirror Mirror – 5:07
10. Face the Truth – 0:24
11. Noldor (Dead Winter Reigns) – 6:51
12. Battle of Sudden Flame – 0:44
13. Time Stands Still (At the Iron Hill) – 4:53
14. The Dark Elf – 0:23
15. Thorn – 6:18
16. The Eldar – 3:39
17. Nom the Wise – 0:33
18. When Sorrow Sang – 4:25
19. Out on the Water – 0:44
20. The Steadfast – 0:21
21. A Dark Passage – 6:01
22. Final Chapter (Thus Ends…) – 0:48

- A japán kiadás bónuszdalai

23. Nightfall (Orchestral Version) – 5:38
24. A Dark Passage (Instrumental Version) – 6:05
- 2007-es kiadás

23. Harvest of Sorrow – 3.39

## Felállás
- Hansi Kürsch – ének
- André Olbrich – szólógitár, ritmusgitár, akusztikus gitár
- Marcus Siepen – ritmusgitár
- Thomas "Thomen" Stauch – dob és ütős hangszerek

## Vendég zenészek
- Oliver Holzwarth – basszusgitár
- Mathias Weisner – billentyűs hangszerek és zenekari effektek
- Michael Schüren – zongora
- Max Zelzner – fuvola
- Norman Eshley, Douglas Fielding – narráció
- Billy King, Rolf Köhler, Olaf Senkbeil, Thomas Hackmann – kórus

## Produkció
- Blind Guardian – producer
- Flemming Rasmussen – producer, keverés
- Charlie Bauerfeind – keverés
- Flemming Rasmussen, Charlie Bauerfeind és Piet Sielck – hangmérnökök, keverés
- Charlie Bauerfeind – hangmérnök, dobok, ütős hangszerek, ének és háttérvokálok, basszusgitárok és zongora felvétele
- Piet Sielck – hangmérnök, szóló, ritmus és akusztikus gitárok, billentyűs hangszerek és zenekar felvétele
- Flemming Rasmussen – ének felvétele és keverése
- Cuny – fuvolák és ének felvétele, keverése
- Andreas Marshall – album borító
- Thorsten Eichhorst – fényképek

## Külső hivatkozások
- A Blind Guardian hivatalos honlapja